# قائمة مواقع التراث العالمي في قطر

تسرد هذه المقالة مواقع التراث العالمي في قطر. حيث قبلت قطر اتفاقية حماية التراث العالمي الثقافي والطبيعي 12 سبتمبر 1984. وأدرج أول موقع سنة 2013.

## مواقع التراث العالمي
يسرد الجدول معلومات حول كل موقع من مواقع التراث العالمي:
الاسم: كما هو مدرج من قبل لجنة التراث العالمي.
الموقع: موقع الجغرافي على مستوى المحافظة أو الإقليم.
الفترة: الفترة الزمنية ذات الأهمية.
بيانات اليونسكو: الرقم المرجعي للموقع؛ السنة التي تم فيها إدراج الموقع في قائمة التراث العالمي؛ المعايير التي تم إدراجه تحتها. المعايير من الأول إلى السادس ثقافية، في حين أن المعايير من السابع إلى العاشر طبيعية.
الوصف: وصف موجز للموقع
| اسم          | صورة | موقع                                                     | صنف                                | تاريخ الإدراح | مساحة (هكتار) | معرف يونسكو | وصف |
| ------------ | ---- | -------------------------------------------------------- | ---------------------------------- | ------------- | ------------- | ----------- | --- |
| قلعة الزبارة |      | بلدية الشمال25°58′41″N 51°1′47″E / 25.97806°N 51.02972°E | ثفافي، (الثالث)،(الرابع)، (الخامس) | 2013          | 416           | 1402        | شُيّدت القلعة عام 1938 في موقع مدينة أثرية كانت مركزاً للتجارة في أواخر القرن الثامن عشر وبداية التاسع عشر الميلادي. حُوّلت القلعة إلى متحف به مقتنيات أثريّة من محيط المدينة. |

## القائمة المؤقتة
المواقع التالية مدرجة في القائمة المؤقتة:
| اسم                       | صورة | موقع          | صنف                      | تاريخ الإدراج | المساحة (هكتار) | معرف يونسكو | وصف |
| ------------------------- | ---- | ------------- | ------------------------ | ------------- | --------------- | ----------- | --- |
| محمية خور العديد الطبيعية |      | جريان الباطنة | طبيعي (السابع)، (الثامن) | 2008          | _               | 5317        | تتميز المحمية بكثبانها الرميلة الممتدة على مساحات مترامية تجاور الساحل الشرقي لدولة قطر والتي تجذب آلاف السياح سنوياً إلى كل من العديد وشاطئ سيلين. |